# Wol·lastonita
La wol·lastonita o wollastonita és un inosilicat de calci (CaSiO3) que pot contenir petites quantitats de ferro, magnesi i manganès en substitució de calci. Generalment és blanc. Es forma quan la pedra calcària o dolomia impura se sotmet a altes pressions i temperatures en presència de fluids que contenen sílice (com ara als skarns). Els minerals que s'hi associen són els granats, vesuvianita, diòpsid, tremolita, epidot, plagiòclasis, piroxens i calcita.

## Estructura
A la wol·lastonita els tetraedres de SiO4 estan disposats en cadenes amb una periodicitat d'aproximadament 730 pm equivalent a 3 unitats de SiO4. La seva disposició és semblant a la dels piroxens. Els ions de calci es troben en un entorn octaèdric envoltats de 6 àtoms d'oxigen. Una petita part del calci pot ser substituïda per ions de manganès, ferro o magnesi.

## Importància econòmica
Les principals aplicacions de la wol·lastonita van desenvolupar-se a final de la dècada de 1970 com a substitut dels asbests de fibra curta, des d'aquest moment, el consum mundial de la wol·lastonita ha tingut un important progressió.
El caràcter acicular del mineral és un factor important per al seu ús industrial, tant que el seu mercat es divideix en dos tipus principals: 
a) Producte no acicular o de baixa relació (índex d'acicularitat de 3:1 a 5:1), que s'utilitza com a càrregues en general, en ceràmica i en fundents metal·lúrgics 
b) Producte acicular o d'alta relació (índex d'acicularitat de 15:1 a 20:1), que s'utilitza com càrregues funcionals per a reforços en compostos polímers termoplàstics i termosegellants, i també com a substitut d'asbests. La wol·lastonita aporta duresa, resistència a la flexió i a l'impacte, millorant l'estabilitat calorífica i dimensional dels plàstics. La wol·lastonita s'ha consolidat com un important mineral industrial. És un ingredient necessari en la ceràmica refractària i s'empra com additiu en pintures (com antioxidant i anticorrosiu), per a la qual cosa es tracta superficialment amb xilans. En el sector ceràmic serveix per a rebaixar el punt eutèctic de gresificació, incrementa de forma sensible la resistència mecànica i millora la permeabilitat sense produir despreniments gasosos. S'utilitza també en el sector del ciment i en la indústria del paper. La seva característica com mineral bijectiu li confereix noves aplicacions en l'àmbit dels implants d'ossos sintètics, especialment per a pròtesis vertebrals, on es necessita una forta capacitat de sustentació.

## Jaciments
La wol·lastonita es forma per metamorfisme de contacte o metasomatisme de calcàries silícies o qualsevol altra roca calcària, mitjançant formació de Skarn. Artificialment es pot obtenir a partir d'òxid de calci (CaO) i quars (SiO2).
Existeixen jaciments destacats de Wol·lastonita a: Nova York, Califòrnia, Nova Jersey, Aldea del Obispo (Salamanca), Aroche (Espanya), Vesuvi (Itàlia); Perheniemi (Finlàndia); Banat (Romania); Saxònia (Alemanya); Chiapas (Mèxic); Grècia; Xina (major productor mundial); Quebec, Tremorgio (Suïssa) i Sonora (Mèxic). A Catalunya s'ha descrit a les Pedreres de Gualba (Gualba, Vallès oriental) i a la pedrera de Rialls (Tordera, Maresme).